# Pusarla Venkata Sindhu
Pusarla Venkata Sindhu (en telugu: సింధూ; n. 5 jul 1995) és una esportista índia que competeix en bàdminton. Entrena a l'Acadèmia de bàdminton de Gopichand d'Hyderabad i amb el suport de l'Olympic Gold Quest, una fundació sense ànim de lucre que identifica i dona suport als atletes de l'Índia.
El 10 d'agost de 2013, Sindhu es va convertir en la primera jugadora individual femenina de l'Índia a guanyar una medalla en el Campionat Mundial. El 2015, va rebre el quart més alt honor civil de l'Índia per Padma Shri el 30 de març de 2015. Ella va entrar al top 20 en el rànquing de bàdminton de la Federació Mundial, publicat el 21 de setembre del 2012.